# Aiguille de Polset
L'Aiguille de Polset (3.538 m s.l.m.) è una montagna delle Alpi della Vanoise e del Grand Arc nelle Alpi Graie nel dipartimento della Savoia. Si trova nel massiccio del monte Gébroulaz.

## Salita alla vetta
Si può salire sulla vetta partendo dal Refuge de Peclet Polset oppure dal Refuge du Saut.